# Fifield (Oxfordshire)
Fifield est une paroisse civile et un village de l'Oxfordshire, en Angleterre.